# Ilse van der Meijden
Ilse Suzanne van der Meijden (Baarn, 22 de outubro de 1988) é uma jogadora de polo aquático holandesa, campeã olímpica.

## Carreira
Ilse van der Meijden fez parte do elenco medalha de ouro de Pequim 2008.